# Gaustatoppen
Gaustatoppen är ett berg i Telemark fylke, Norge. Det 1883 meter höga berget ligger på södra sidan av orten Rjukan. Det är det högsta berget i Telemark fylke. Bergets topp ligger i Tinns kommun, men det finns en lägre platå som korsar kommungränsen till Hjartdals kommun.
Utsikten från toppen är imponerande, då man kan se ett område på cirka 60 000 km2, nästan en sjättedel av Norges fastland. Berget är populärt för utförsåkning på vintern, och tävlingar har hållits på dess sluttningar. Dessa tävlingar inkluderar Norseman Xtreme Triathlon, som startar i Hardangerfjorden vid Eidfjord och avslutas på toppen av Gaustatoppen. Toppen är tillgänglig till fots på sommaren, via en stenig stig av medelsvårighet, även om den sydvästra sidan av berget är mycket farlig och otillgänglig. Vrakdelar från en flygplanskrasch ligger fortfarande kvar på den sidan av berget eftersom det är för svårt att ta bort dem.

## Namn
Namnet Gausta är förmodligen en förkortad form för Gaustafjell som betyder "Gaustafjäll", eftersom Gausta ursprungligen var namnet på en gård under berget. Den fornnordiska formen av namnet var kanske Gautstǫð, namnet är då en sammansättning av gaut som betyder "översvämmat område", och nonstǫð som betyder "ställe" eller "landningsplats för båt". (Gården ligger längs Rjukanfloden.)

## Järnväg
Det finns en bergbana som byggts inuti berget för militära ändamål. Denna stiger från bergets fot nästan till toppen. En kort järnväg tar passagerarna från bergsfoten horisontellt till den nedre stationen djupt inne i berget. Den byggdes för att nå den militära radiorelästation som byggdes på (och inuti) berget. Installationen är nu en turistattraktion. Den finansierades huvudsakligen av amerikanska militära bidrag och kostade en miljon amerikanska dollar att bygga från 1954 till 1959.

## Gausta skicenter
Gausta skicenter är ett skidcenter på berget. Det skapades när två mindre alpina skidanläggningar (Gaustatoppen Skisenter och Gaustablikk Skisenter) slogs samman och sedan ytterligare utökades med backar. Från och med 2019 hade det 45 kilometer av backar och 550 meter höjdskillnad. Skidcentret ligger cirka 180 kilometer med bil från Oslo.